# Liste der Baudenkmäler in Mühlhausen (Oberpfalz)

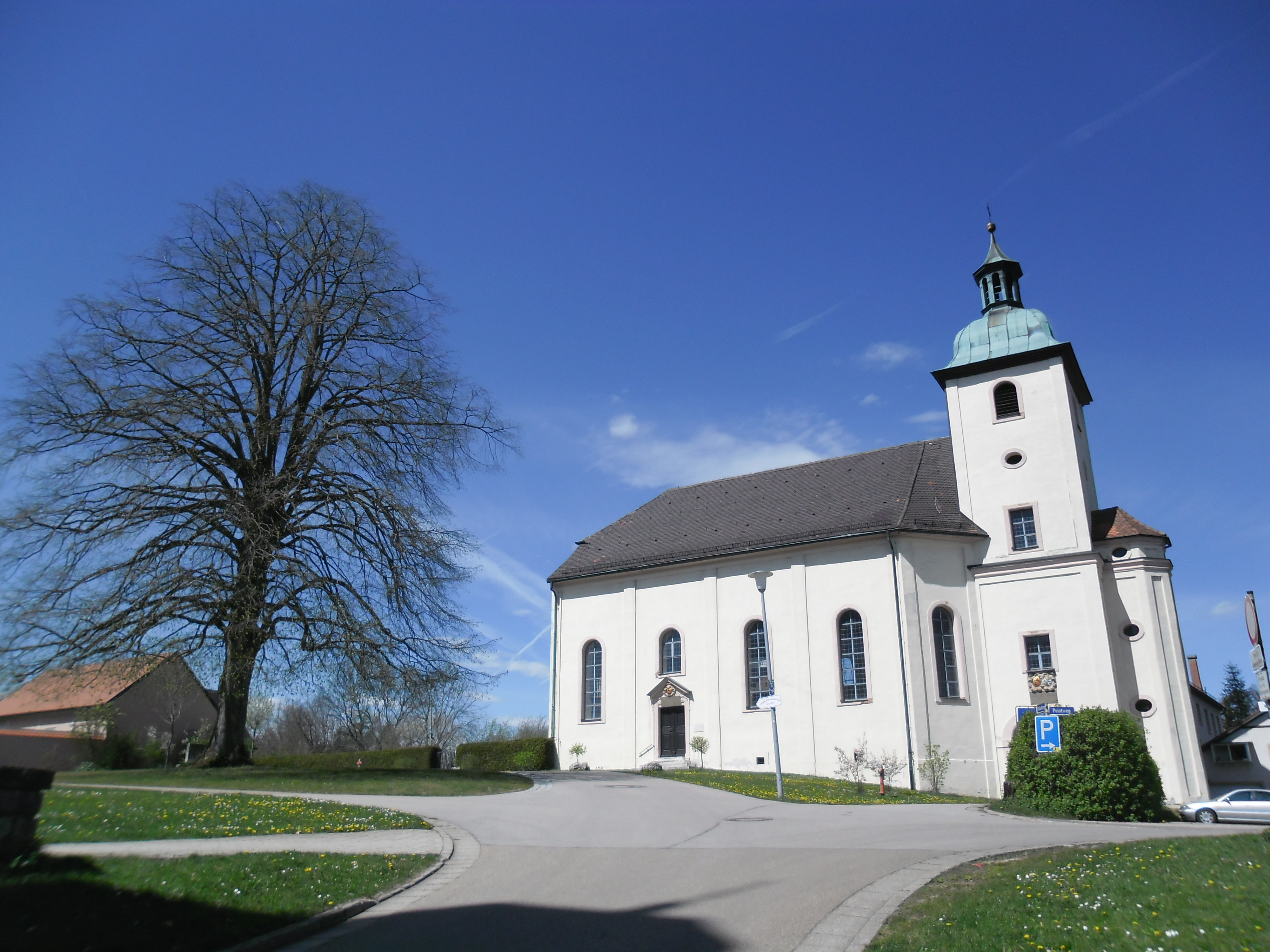
Schlosskirche St. Michael Sulzbürg

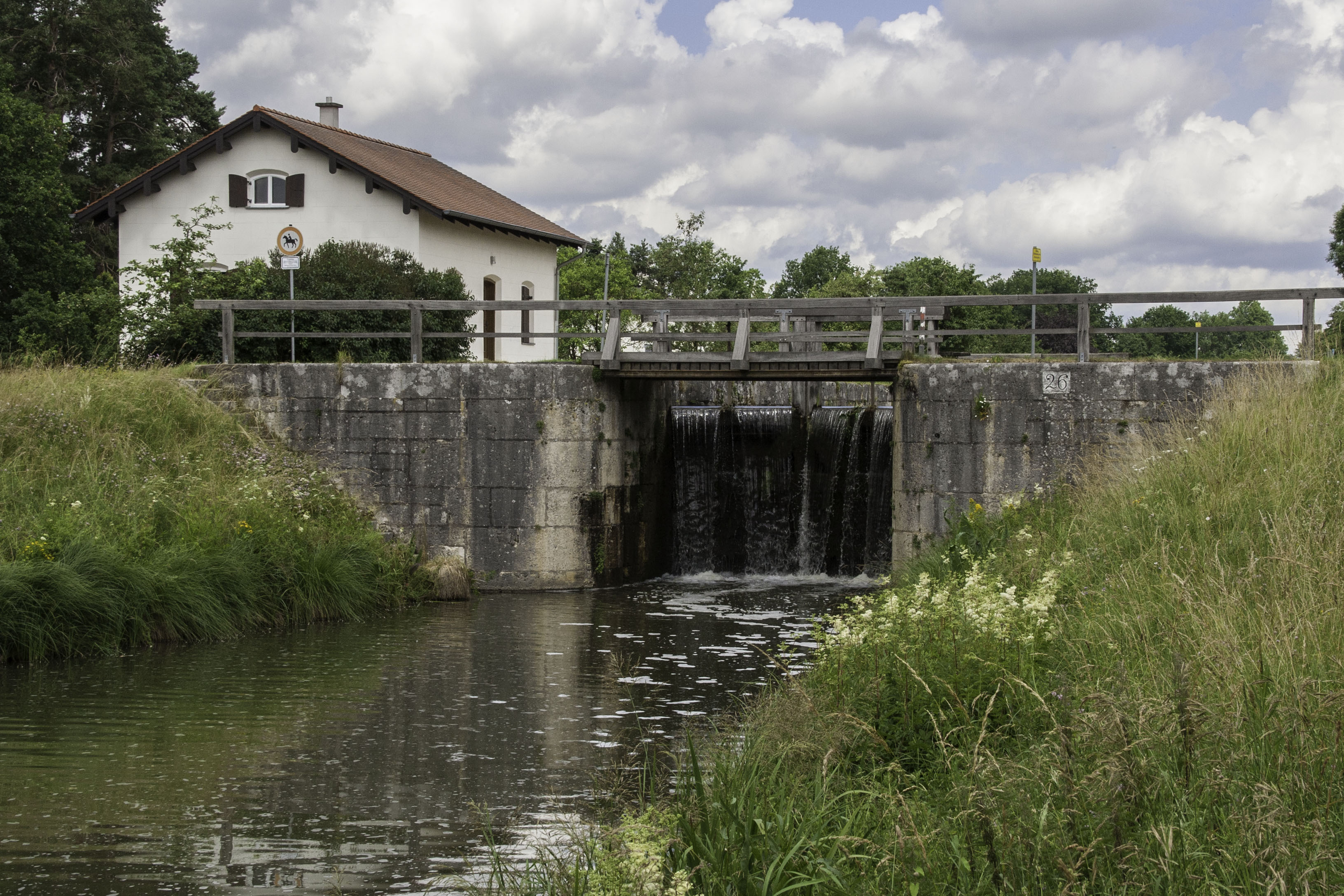
Schleuse 26 (Ludwig-Donau-Main-Kanal)

Auf dieser Seite sind die Baudenkmäler in der Oberpfälzer Gemeinde Mühlhausen zusammengestellt. Diese Tabelle ist eine Teilliste der Liste der Baudenkmäler in Bayern. Grundlage ist die Bayerische Denkmalliste, die auf Basis des Bayerischen Denkmalschutzgesetzes vom 1. Oktober 1973 erstmals erstellt wurde und seither durch das Bayerische Landesamt für Denkmalpflege geführt wird. Die folgenden Angaben ersetzen nicht die rechtsverbindliche Auskunft der Denkmalschutzbehörde.

## Baudenkmäler nach Gemeindeteilen

### Mühlhausen
| Lage                                  | Objekt                                                               | Beschreibung | Akten-Nr.    | Bild           |
| ------------------------------------- | -------------------------------------------------------------------- | --- | ------------ | -------------- |
| Friedhofstraße (Standort)             | Ehemaliges Nebengebäude des Sulzbürger Schlosses ("Bierwächterhaus") | eingeschossiger Walmdachbau mit darunter liegendem Eiskeller der Brauerei und seitlichen Anbauten, 17./18. Jahrhundert, bezeichnet mit "1482" | D-3-73-146-4 | BW             |
| Kirchgasse 7; Kirchgasse 9 (Standort) | Brauerei                                                             | Ehemaliges Brauereigebäude mit Stadel, eingeschossiger und traufständiger Steildachbau, 18./19. Jahrhundert; Brauereigaststätte, zweigeschossiger und traufständiger Krüppelwalmdachbau, 18./19. Jahrhundert; Kopfbau des ehemaligen Brauhauses, eingeschossiger polygonaler Mansardwalmdachbau, um 1900 | D-3-73-146-3 | BW             |
| Kirchgasse 11 (Standort)              | Evangelisch-Lutherische Kirche St. Martin                            | Saalbau mit Chorturm und rundbogigem Westportal, Satteldach und Spitzhelm, 15. Jahrhundert, 1712 umgestaltet; mit Ausstattung | D-3-73-146-1 | weitere Bilder |
| Ludwig-Donau-Main-Kanal (Standort)    | Abschnitt des Ludwig-Donau-Main-Kanals                               | Abschnitt des Ludwig-Donau-Main-Kanals, künstlich angelegte Wasserstraße zwischen Kelheim und Bamberg auf einer Länge von 173 km mit ehemals 100 Schleusen, zahlreichen wasser- und schifffahrtstechnischen Anlagen und Gebäuden zur Herstellung eines durchgehenden Wasserweges zwischen Nordsee und dem Schwarzen Meer, auf Veranlassung König Ludwigs I. von Bayern durch Heinrich Freiherr von Pechmann, 1836–45; Grundablass, 1836–45. | D-3-73-146-5 | weitere Bilder |

### Bachhausen
| Lage                        | Objekt                              | Beschreibung | Akten-Nr.    | Bild           |
| --------------------------- | ----------------------------------- | --- | ------------ | -------------- |
| An den Linden 12 (Standort) | Evangelisch-Lutherische Pfarrkirche | Saalbau mit Chorturm und Putzgliederung, 1736 mit Einbeziehung des gotischen Ostturmes, Umbauten um 1900 und 1908/09; mit Ausstattung; Friedhofsmauer aus Bruchstein mit rundbogigem Toreingang, 17. Jahrhundert | D-3-73-146-7 | weitere Bilder |
| An den Linden 14 (Standort) | Pfarrhaus                           | Zweigeschossiger und giebelständiger Satteldachbau, Anfang 19. Jahrhundert, Dach erneuert | D-3-73-146-8 | BW             |

### Greißelbach
| Lage                    | Objekt                | Beschreibung                                                                                      | Akten-Nr.     | Bild           |
| ----------------------- | --------------------- | ------------------------------------------------------------------------------------------------- | ------------- | -------------- |
| Dorfstraße 5 (Standort) | Dorfkapelle St. Maria | Polygonal schließender und traufständiger Walmdachbau mit Giebeldachreiter, 1878; mit Ausstattung | D-3-73-146-12 | weitere Bilder |

### Hofen
| Lage                         | Objekt                         | Beschreibung                                                                                 | Akten-Nr.     | Bild           |
| ---------------------------- | ------------------------------ | -------------------------------------------------------------------------------------------- | ------------- | -------------- |
| Willibaldstraße 8 (Standort) | Evangelisch-Lutherische Kirche | Saalbau mit Chorturm, Satteldach und Spitzhelm, frühgotisch, 1716 erweitert; mit Ausstattung | D-3-73-146-14 | weitere Bilder |

### Kanalschleuse 28
| Lage                        | Objekt                                     | Beschreibung                                                      | Akten-Nr.                | Bild           |
| --------------------------- | ------------------------------------------ | ----------------------------------------------------------------- | ------------------------ | -------------- |
| Kanalschleuse 28 (Standort) | Schleuse 28                                | Bestandteil des Ludwig-Donau-Main-Kanals, Kammerschleuse 1836–45. | D-3-73-146-73            | weitere Bilder |
| Kanalschleuse 28 (Standort) | Bogenbrücke                                | Sandstein, 1836–45.                                               | D-3-73-146-73 zugehörig  | weitere Bilder |
| Kanalschleuse 28 (Standort) | Schleusenwärterhaus (Kapelle St. Antonius) | Eingeschossiger Massivbau mit Flachsatteldach, 1836–45.           | D-3-73-146-73 zugehörig. | weitere Bilder |

### Kanalschleuse 29
| Lage                        | Objekt              | Beschreibung                                                                  | Akten-Nr.               | Bild           |
| --------------------------- | ------------------- | ----------------------------------------------------------------------------- | ----------------------- | -------------- |
| Kanalschleuse 29 (Standort) | Schleuse 29         | Bestandteil des Ludwig-Donau-Main-Kanals, Kammerschleuse, Sandstein, 1836–45. | D-3-73-146-74           | weitere Bilder |
| Kanalschleuse 29 (Standort) | Schleusenwärterhaus | Ein- bzw. zweigeschossiger Massivbau mit Flachsatteldach, 1836–45.            | D-3-73-146-74 zugehörig | weitere Bilder |

### Kanalschleuse 30
| Lage                               | Objekt                                 | Beschreibung | Akten-Nr.               | Bild           |
| ---------------------------------- | -------------------------------------- | --- | ----------------------- | -------------- |
| Kanalschleuse 30 (Standort)        | Schleuse 30                            | Bestandteil des Ludwig-Donau-Main-Kanals, Kammerschleuse, 1836–45. | D-3-73-146-75           | weitere Bilder |
| Kanalschleuse 30 (Standort)        | Bogenbrücke                            | Sandstein, 1836–45. | D-3-73-146-75 zugehörig | weitere Bilder |
| Kanalschleuse 30 (Standort)        | Schleusenwärterhaus                    | Eingeschossiger Massivbau mit Flachsatteldach, 1836–45. | D-3-73-146-75 zugehörig | weitere Bilder |
| Ludwig-Donau-Main-Kanal (Standort) | Abschnitt des Ludwig-Donau-Main-Kanals | Künstlich angelegte Wasserstraße zwischen Kelheim und Bamberg auf einer Länge von 173 Kilometer mit ehemals 100 Schleusen, zahlreichen wasser- und schifffahrtstechnischen Anlagen und Gebäuden zur Herstellung eines durchgehenden Wasserweges zwischen Nordsee und dem Schwarzen Meer, auf Veranlassung König Ludwigs I. von Bayern durch Heinrich Freiherr von Pechmann, 1836–45 | D-3-73-146-77           | weitere Bilder |

### Kerkhofen
| Lage                     | Objekt                                      | Beschreibung                                                                      | Akten-Nr.     | Bild           |
| ------------------------ | ------------------------------------------- | --------------------------------------------------------------------------------- | ------------- | -------------- |
| Kerkhofen 4 a (Standort) | Ortsschild und Wegweiser                    | Gusseisen, um 1900                                                                | D-3-73-146-59 | BW             |
| Kerkhofen 29 (Standort)  | Evangelisch-Lutherische Kirche Sankt Othmar | Saalbau mit Chorturm, 1718 mit Einbeziehung des gotischen Turmes; mit Ausstattung | D-3-73-146-17 | weitere Bilder |

### Körnersdorf
| Lage                     | Objekt        | Beschreibung                                                                                             | Akten-Nr.     | Bild |
| ------------------------ | ------------- | --- | ------------- | ---- |
| Körnersdorf 1 (Standort) | Wohnstallhaus | Eingeschossiger und traufständiger Halbwalmdachbau mit Fachwerkgiebel, Mitte 19. Jahrhundert             | D-3-73-146-21 | BW   |
| Körnersdorf 5 (Standort) | Wohnstallhaus | Eingeschossiger und giebelständiger Frackdachbau mit Zwerchhaus, Mitte 19. Jahrhundert                   | D-3-73-146-22 | BW   |
| Körnersdorf 7 (Standort) | Wohnstallhaus | Eingeschossiger und traufständiger Krüppelwalmdachbau mit Zwerchhaus und Fachwerkgiebel, 18. Jahrhundert | D-3-73-146-23 | BW   |

### Rocksdorf
| Lage                         | Objekt                                  | Beschreibung | Akten-Nr.     | Bild           |
| ---------------------------- | --------------------------------------- | --- | ------------- | -------------- |
| Am Schmiedacker 2 (Standort) | Evangelisch-lutherische Elisabethkirche | Saalbau mit Chorturm, Satteldach und Spitzhelm, romanisch, im 15. Jahrhundert nach Westen verlängert, im 17. Jahrhundert Erhöhung des Langhauses und Chorwölbung, Turm gotisch; mit Ausstattung | D-3-73-146-25 | weitere Bilder |
| Am Sulzbach 2 (Standort)     | Wohnstallhaus                           | Eingeschossiger und traufständiger Steildachbau, Mitte 19. Jahrhundert | D-3-73-146-26 | BW             |
| Freystädter Straße 18 ()     | Wohnstallhaus                           | Eingeschossiges und giebelständiges Oberpfälzer Bänderhaus mit Steildach, 18./19. Jahrhundert                                                                                                   | D-3-73-146-27 |                |

### Sandmühle
| Lage                 | Objekt                               | Beschreibung | Akten-Nr.     | Bild |
| -------------------- | ------------------------------------ | --- | ------------- | ---- |
| Sandmühle (Standort) | Stadel, zur ehemaligen Mühle gehörig | Durchfahrtsscheune, giebelständiger Steildachbau, wohl aus den Steinen des um 1820 abgebrochenen Sulzbürger Schlosses errichtet, Holzwerk aus der abgebrochenen Kiendlmühle bei Neumarkt in der Oberpfalz. | D-3-73-146-28 | BW   |

### Sulzbürg
| Lage                          | Objekt                                                                   | Beschreibung | Akten-Nr.     | Bild                        |
| ----------------------------- | ------------------------------------------------------------------------ | --- | ------------- | --------------------------- |
| Badberg (Standort)            | Kriegerdenkmal                                                           | Rechteckpfeiler auf gemauertem Bruchsteinsockel, mit Inschrifttafeln und bekrönendem Eisernem Kreuz, 1922 | D-3-73-146-67 | weitere Bilder              |
| Badgasse 15 (Standort)        | Mühlhauser Torhaus                                                       | Zweigeschossiges Torhaus mit steilem Walmdach, 17./18. Jahrhundert, teilweise erneuert, mit Bohlendecke in der Tordurchfahrt | D-3-73-146-37 | BW                          |
| Engelgasse (Standort)         | Jüdischer Friedhof                                                       | Angelegt im 14./15. Jahrhundert, Einfriedung mit Torbau, bezeichnet mit 1905, Erweiterungen 1885 und 1905; Mit zahlreichen jüdischen Grabmälern | D-3-73-146-35 | weitere Bilder              |
| Engelgasse (Standort)         | Wappenstein                                                              | Der ehemaligen Marktgemeinde Sulzbürg, 19. Jahrhundert; von ehemaligen Marktplatzbrunnen in Hangmauer versetzt | D-3-73-146-68 | BW                          |
| Engelgasse 4 (Standort)       | Evangelisch-Lutherische Pfarrkirche Hl. Dreifaltigkeit                   | Saalbau mit Chorturm, um 1300, Langhaus 1688 erneuert; mit Ausstattung | D-3-73-146-31 | weitere Bilder              |
| Engelgasse 9 ()               | Wohnhaus, ehemalige Schmiede                                             | Eingeschossiger und traufständiger Satteldachbau, im Kern frühes 19. Jahrhundert, Aufstockung mit Kniestock 1896 (Dachstuhl bezeichnet); Schupfen, zweigeschossiger Satteldachbau mit Fachwerkobergeschoss, Mitte 19. Jahrhundert | D-3-73-146-38 |                             |
| Engelgasse 11 ()              | Ehemalige Forstdienststelle                                              | Zweigeschossiger Walmdachbau mit stichbogigen Öffnungen, 1711; Geburtshaus Carl Keppels | D-3-73-146-39 | Ehemalige Forstdienststelle |
| Engelgasse 13, 15 ()          | Felsenwohnungen                                                          | 15. Jahrhundert und jünger; im Osthang des Schloßberges oberhalb des Judenfriedhofs nicht nachqualifiziert, im Bayerischen Denkmal-Atlas nicht kartiert | D-3-73-146-36 |                             |
| Engelgasse 27 ()              | Wohnhaus                                                                 | Zweigeschossiger und traufständiger Satteldachbau mit Fachwerkobergeschoss, westlicher Hausteil 1689 (dendro. datiert), östlicher Hausteil 1724/25 (dendro. datiert), im 19./20. Jahrhundert überformt | D-3-73-146-70 |                             |
| Hinterer Berg 1 ()            | Ehemaliges jüdisches Wohnhaus                                            | Dreigeschossiger und traufständiger Frackdachbau mit mittelalterlichem Kern | D-3-73-146-40 |                             |
| Hinterer Berg 3 ()            | Ehemaliges jüdisches Wohnhaus                                            | Dreigeschossiger und giebelständiger Satteldachbau mit Fachwerkobergeschoss und Aborterker, im Kern um 1400 | D-3-73-146-41 |                             |
| Hinterer Berg 16 (Standort)   | Zugehöriger Stadel                                                       | Eingeschossiger und giebelständiger Fachwerkbau mit Satteldach, teilweise massiv, Mitte 19. Jahrhundert | D-3-73-146-60 | BW                          |
| Marktplatz 8 (Standort)       | Gasthaus Zur Linde                                                       | Zweigeschossiger und traufständiger Halbwalmdachbau mit Fußwalm und Fachwerkobergeschoss, 17./18. Jahrhundert | D-3-73-146-42 | weitere Bilder              |
| Marktplatz 14 (Standort)      | Wohnhaus, ehemaliges Gasthaus und Bäckerei Oberbeck                      | Zweigeschossiger und traufständiger Frackdachbau mit verputztem Fachwerkobergeschoss, um 1800 | D-3-73-146-65 | weitere Bilder              |
| Schafhof 1 (Standort)         | Kleinbauernhaus                                                          | Eingeschossiges Wohnstallhaus mit Steildach und verputzten Fachwerkgiebeln, um 1820/30 | D-3-73-146-69 | BW                          |
| Schloßberg (Standort)         | Burgstall Obersulzbürg                                                   | Teile der Ringmauer und zwei halbrunde Mauertürme, 16. Jahrhundert; Mauerwerk am Graben, 14./15. Jahrhundert; nordwestlich über dem Ort | D-3-73-146-33 | weitere Bilder              |
| Schloßberg 1 (Standort)       | Ehemaliger Zehntstadel                                                   | Erdgeschossiger Bau, aus verputztem Bruchsteinmauerwerk, mit rundbogiger Toreinfahrt und mächtigem Satteldach, 17. Jahrhundert | D-3-73-146-43 | weitere Bilder              |
| Schloßberg 2 (Standort)       | Wohnhaus, sogenanntes Weilhaus, ehemaliges Beamtenhaus des Schlosses     | Zweigeschossiger und gestelzter Mansardwalmdachbau mit Freitreppe, 1714/15 (dendro. datiert); Stadel, eingeschossiger und traufständiger gestelzter Fachwerkbau mit Satteldach, 18./19. Jahrhundert | D-3-73-146-44 | weitere Bilder              |
| Schloßberg 4, 6, 8 (Standort) | Reste der ehemaligen Schlossökonomie                                     | Kopfbau (Nr. 4) zweigeschossiger Walmdachbau; Doppelhaus (Nr. 6 und 8), eingeschossiger und traufständiger Satteldachbau aus verputztem Bruchsteinmauerwerk, 17./18. Jahrhundert | D-3-73-146-63 | BW                          |
| Schloßberg 13, 15 (Standort)  | Katholische Pfarrkirche Mater dolorosa, ehemalige Kapuzinerhospiz-Kirche | Saalbau mit eingezogenem Polygonalchor, Fassadenturm und Sandsteingliederungen, 1756–58, nach Plänen von Johann Bauer, Ostturm mit Zwiebelhaube 1877; mit Ausstattung; Ehemaliges Kapuzinerhospiz, später Pfarrhaus, zweiflügeliger und zweigeschossiger Walmdachbau mit St.-Anna-Kapelle, 1750; Abschnitt der Klostermauer, Bruchstein, 18. Jahrhundert                                     | D-3-73-146-29 | weitere Bilder              |
| Schloßberg 19 (Standort)      | Evangelisch-Lutherische Schlosskirche St. Michael                        | Saalbau mit Chorturm, Durchfahrt, Treppenturm und Schmuckportalen, 1719 von Ulrich Mösel, 1723 geweiht, im Kern älter (bezeichnet mit 1496 im Tordurchgang), 1842 Erhöhung des Schiffs; mit Ausstattung; Gang zum Torhaus, eingeschossiger Satteldachbau mit Ochsenaugen; Grabdenkmal für Georg Pfaller († 1886), neugotischer Pfeiler mit Kreuzigungsgruppe, Kalkstein, bezeichnet mit 1869 | D-3-73-146-30 | weitere Bilder              |
| Schloßberg 21 ()              | Reste des ehemaligen Torwärterhauses                                     | Zweigeschossiger Walmdachbau über gekrümmtem Grundriss, mit zwei großen Maulscharten und zahlreichen senkrechten Scharten, im Kern mittelalterlich, Umbau 1934 | D-3-73-146-64 |                             |
| Schlüpfelberg (Standort)      | Kreuzstein                                                               | Rundbogige Kalksteinplatte, mit Kreuzigungsrelief, Keupersandstein, wohl spätmittelalterlich, 14./15. Jahrhundert; am Abhang des Schlüpfelberges beim ehemaligen Kloster Grab | D-3-73-146-34 | weitere Bilder              |
| Vorderer Berg 11 ()           | Ehemaliges Gasthaus                                                      | Zweigeschossiger und traufständiger, gestelzter Satteldachbau, 18./19. Jahrhundert | D-3-73-146-47 |                             |
| Vorderer Berg 14 ()           | Bürgerhaus                                                               | Zwei- bis dreigeschossiger und traufständiger Satteldachbau mit Fachwerkobergeschoss und Zwerchhaus, 18./19. Jahrhundert | D-3-73-146-48 |                             |
| Waschhaus 2 ()                | Ehemaliges Waschhaus des Schlosses                                       | Eingeschossiges und giebelständiges Oberpfälzer Bänderhaus mit Satteldach, 17. Jahrhundert | D-3-73-146-49 |                             |
| Grabenholz; Höllholzweg ()    | Brunnenstollen                                                           | Wohl 17. Jahrhundert; zum Waschhaus gehörig, im Staatsforst nicht nachqualifiziert, im Bayerischen Denkmal-Atlas nicht kartiert | D-3-73-146-50 |                             |
| Weingasse 2 ()                | Wohnhaus, ehemalige Apotheke                                             | Eingeschossiger und traufständiger Mansarddachbau mit Halbwalm, frühes 19. Jahrhundert | D-3-73-146-66 |                             |
| Ziegelhütte 2, 4 (Standort)   | Ehemalige Ziegelhütte                                                    | Wohnhaus, eingeschossiger und traufständiger Frackdachbau mit Fachwerkgiebel und Zwerchhaus, 18./19. Jahrhundert; Stadel, zweischiffiger und giebelständiger Fachwerkbau mit Satteldach, 18./19. Jahrhundert | D-3-73-146-51 | weitere Bilder              |

### Wappersdorf
| Lage                               | Objekt                                     | Beschreibung | Akten-Nr.               | Bild           |
| ---------------------------------- | ------------------------------------------ | --- | ----------------------- | -------------- |
| Ludwig-Donau-Main-Kanal (Standort) | Schleuse 26                                | Bestandteil des Ludwig-Donau-Main-Kanals, Kammerschleuse, Naturstein, 1836–45. | D-3-73-146-71           | weitere Bilder |
| Ludwig-Donau-Main-Kanal (Standort) | Schleusenwärterhaus                        | Ein-bzw. zweigeschossiger Massivbau mit Flachsatteldach, 1836–45. | D-3-73-146-71 zugehörig | weitere Bilder |
| Ludwig-Donau-Main-Kanal (Standort) | Schleuse 27                                | Bestandteil des Ludwig-Donau-Main-Kanals, Kammerschleuse, Naturstein, 1836–45. | D-3-73-146-72           | weitere Bilder |
| Ludwig-Donau-Main-Kanal (Standort) | Abschnitt des Ludwig-Donau-Main-Kanals     | Künstlich angelegte Wasserstraße zwischen Kelheim und Bamberg auf einer Länge von 173 km mit ehemals 100 Schleusen, zahlreichen wasser- und schifffahrtstechnischen Anlagen und Gebäuden zur Herstellung eines durchgehenden Wasserweges zwischen Nordsee und dem Schwarzen Meer, auf Veranlassung König Ludwigs I. von Bayern durch Heinrich Freiherr von Pechmann, 1836–45 | D-3-73-146-76           | weitere Bilder |
| Schloßstraße 6 (Standort)          | Schloss                                    | Zweigeschossiger Walmdachbau mit Wappentafel, Ende 17. Jahrhundert; mit Ausstattung | D-3-73-146-53           | weitere Bilder |
| Schloßstraße 19 (Standort)         | Katholische Kirche St. Johannes Evangelist | Saalbau mit Chorturm, Walmdach und Spitzhelm, frühgotisch, im 18. Jahrhundert umgestaltet und später nach Westen verlängert; mit Ausstattung | D-3-73-146-52           | weitere Bilder |

### Weihersdorf
| Lage                       | Objekt                               | Beschreibung | Akten-Nr.     | Bild           |
| -------------------------- | ------------------------------------ | --- | ------------- | -------------- |
| Am Kirchberg 10 (Standort) | Katholische Kirche Mariä Himmelfahrt | Saalbau mit polygonalem Chor und Chorflankenturm, 15. Jahrhundert mit Einbeziehung älterer Langhausmauern; mit Ausstattung | D-3-73-146-54 | weitere Bilder |

### Wettenhofen
| Lage                      | Objekt        | Beschreibung                                                                                        | Akten-Nr.     | Bild |
| ------------------------- | ------------- | --------------------------------------------------------------------------------------------------- | ------------- | ---- |
| Wettenhofen 17 (Standort) | Wohnstallhaus | Eingeschossiger und traufständiger Satteldachbau mit verputztem Fachwerkgiebel, 18./19. Jahrhundert | D-3-73-146-57 | BW   |

## Ehemalige Baudenkmäler
In diesem Abschnitt sind Objekte aufgeführt, die früher einmal in der Denkmalliste eingetragen waren, jetzt aber nicht mehr. Objekte, die in anderem Zusammenhang also z. B. als Teil eines Baudenkmals weiter eingetragen sind, sollen hier nicht aufgeführt werden. Aktennummern in diesem Abschnitt sind ehemalige, jetzt nicht mehr gültige Aktennummern.

| Lage                                         | Objekt                          | Beschreibung                                                                         | Akten-Nr.     | Bild |
| -------------------------------------------- | ------------------------------- | ------------------------------------------------------------------------------------ | ------------- | ---- |
| Aumühle Ellmannsdorf 9 (Standort)            | Stadel                          | Zur Mühle gehöriger Stadel, 18. Jahrhundert, mit teilweise verputztem Fachwerkgiebel | D-3-73-146-6  | BW   |
| Sulzbürg Burgstall Niedersulzbürg (Standort) | Burgstall Niedersulzbürg        | Geringe Reste der Befestigung und Graben der mittelalterlichen Anlage                | D-3-73-146-32 | BW   |
| Sulzbürg Hinterer Berg 9 ()                  | Inschriftentafel mit Herzrelief | Bezeichnet mit 1827; in Giebelwand des Nebengebäudes                                 | D-3-73-146-61 |      |
| Sulzbürg Marktplatz 4 (Standort)             | Zugehöriger Fachwerkstadel      | Erdgeschossiger Satteldachbau, bezeichnet mit „1747“                                 | D-3-73-146-62 | BW   |
| Weihersdorf Am Kirchberg 5 (Standort)        | Bauernhaus                      | Zugehöriges Bauernhaus, Wohnstallbau mit Fachwerkgiebel, 18. Jahrhundert             | D-3-73-146-55 | BW   |

## Abgegangene Baudenkmäler
In diesem Abschnitt sind Objekte aufgeführt, die früher einmal in der Denkmalliste eingetragen waren, jetzt aber nicht mehr existieren, z. B. weil sie abgebrochen wurden. Aktennummern in diesem Abschnitt sind ehemalige, jetzt nicht mehr gültige Aktennummern.

| Lage                               | Objekt     | Beschreibung                                  | Akten-Nr.     | Bild |
| ---------------------------------- | ---------- | --------------------------------------------- | ------------- | ---- |
| Hofen Willibaldstraße 4 (Standort) | Bauernhaus | Wohnstallbau mit Putzbändern, 18. Jahrhundert | D-3-73-146-15 | BW   |